# Nation State EP
Nation State EP jest płytą debiutową zespołu DJ? Acucrack. Piosenka "It's More Fun to Compute" jest coverem grupy Kraftwerk utworu o tej samej nazwie.

## Lista utworów
1. "Nation State (Shorty Mix)" – 5:20
2. "It's More Fun to Compute" – 3:15
3. "Bitch Universal" – 4:59
4. "Neophyte" – 3:55
5. "Time for You to Leave" – 5:54